# اسکات سیلور
اسکات سیلور (انگلیسی: Scott Silver؛ زادهٔ ۱۹۶۴) فیلم‌نامه‌نویس و کارگردان اهل ایالات متحده آمریکا است که بیشتر برای فیلم‌هایی مثل جانز، جوخه ماد، ۸ مایل و مشت‌زن شناخته شده است که برای آخری نامزد جایزه اسکار بهترین فیلمنامه غیراقتباسی شد. او اصالت یهودی دارد.